# Корков дъб
Корков дъб (Quercus suber) е вечнозелено дърво от семейство Букови, разпространен в югозападна Европа и северозападна Африка. Дървото е основен източник за производство на корк в световен мащаб. Поради това си качество видът е пренесен на много места по света.

## Описание
На височина достига до 15-20 m, а диаметъра на ствола му е до 1 метър. Образува широко разперена корона като клоните и стъблото са покрити със слой от корк. Дебелината му може да достигне до 30 cm.
Листната петура е проста. Големината и обаче е променлива, както и нейната форма. Срещат се овални, елипсовидни или продълговати петури с яйцевидна форма, целокрайни или по-рядко плитко назъбени със закръглена или слабо сърцевидна основа. Горната част на листото е лъскава. Цветът е тъмнозелен, а отдолу повърхността е гъсто овласена. Дължината е от 3 до 7 cm, а широчината от 1,5 до 5 cm. Държат се на къса дръжка и опадват на втората година.
Плодът е жълъд, който е яйцевидно удължен с дължина от 2 до 4 cm и широчина 1 cm. Куполата е покрита с власинки и удължени ланцетни люспи като го обхваща почти наполовина.
Корковият дъб е вид, който расте бавно като достига пределна възраст на около 300 години. Той е светлолюбив, сухоустойчив и топлолюбив. При температура под 15 °C видът трудно се развива. За разлика от това обаче е сравнително невзискателен към почвата. Понася добре сухите и бедни почви, но е чувствителен към варовика. На варовити терени загива още през първата година.

## Екологични особености
Естествените насаждения от корков дъб може да поддържат различни екосистеми. Например в най-северозападните части на Северна Африка, някои гори от корков дъб са местообитания на застрашения макак, наречен магот. В Португалия и Испания корковите насаждения са дом на друг критично застрашен вид иберийския рис. Дебелата коркова кора на дърветата е вероятно еволюционен отговор за защита при честите пожари в районите, където се среща.

## Култивиране
Корковият дъб се отглежда в Португалия, Испания, Гибралтар, Франция (основно в Корсика), Италия, Малта, Хърватия, Мароко, Алжир, Тунис и Либия. В тези държави насажденията покриват около 25 хил. квадратни километра. Португалия е страната, в която растат около 50% от насажденията на корков дъб. Ето защо растението е особено ценено в страната. С изключение на специално разрешително или в резултат на достигане на пределна възраст на дървото, корков дъб в Португалия не може да бъде отсечен.
С нарастването на дървото корковият камбий на кората се развива и добива значителна дебелина. Така за период от 9 до 12 години от всеки корков дъб може да се добива реколта. Освен че образуват ценна кора, те действат и инсектицидно в районите, където растат.
Добиването на корк е деликатен процес, извършва се от обучени хора и не е свързан с отрязване на дървото. Реколтата от коркова кора се събира в периода май – септември. Това е времето, през което кората се сваля най-лесно. При добива на корк кората не се обелва напълно, а част от нея остава до следващия добив. Средния добив от едно дърво е около 60 кг. корк, а през живота на едно дърво могат да се извлекат 12 до 18 реколти.
Корковата суровина като реколта е различна и особено зависи от циклите на добиване при растежа на дървото. Тя бива:
- Върджин корк. Това е първата реколта. Тя се събира при навършване на 25-годишна възраст на дървото. Коркът от първата реколта не е с типична структура.
- Вторичен корк. Това е първото обелване след снемане на върджин корка. Тази суровина е с много по-характерна структура.
- Класически корк. Получава се след две и повече снемания на кората. Коркът добит в тази фаза е с най-добро качество.